# Jandun
Jandun est une commune française, située dans le département des Ardennes en région Grand Est.

## Géographie
Jandun est située au centre des crêtes préardennaises. Le village est environné par de basses collines boisées, des terres cultivées ainsi que de nombreuses pâtures. Les bois y sont abondants, la faune et la flore riches. Le village se trouve précisément dans une cuve entre deux collines. Une route mène à Poix-Terron, une autre à Launois-sur-Vence et la dernière rejoint Charleville-Mézières. Le village est situé à 66 km de Reims et à 19 km de Charleville-Mézières. 

### Hydrographie
La commune est dans le bassin versant de la Meuse au sein du bassin Rhin-Meuse. Elle est drainée par la Vence, le ruisseau de Jandun et le ruisseau de la Noue Hamier,.
La Vence, d'une longueur de 33 km, prend sa source dans la commune de Launois-sur-Vence et se jette  dans la Meuse à Charleville-Mézières, après avoir traversé 13 communes.

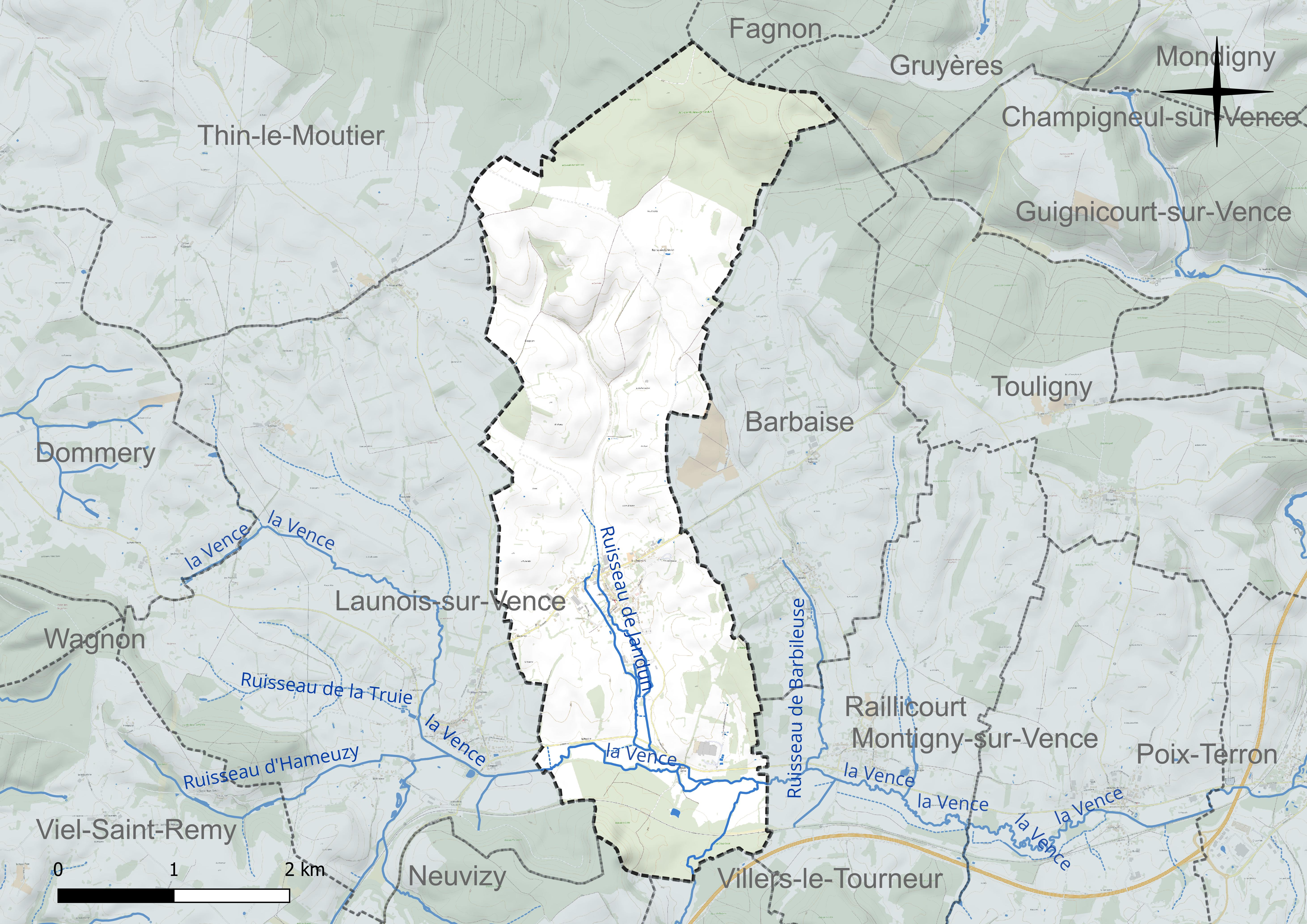
Réseau hydrographique de Jandun.

### Climat
Pour des articles plus généraux, voir Climat du Grand Est et Climat des Ardennes.
En 2010, le climat de la commune est de type climat de montagne, selon une étude du Centre national de la recherche scientifique s'appuyant sur une série de données couvrant la période 1971-2000. En 2020, Météo-France publie une typologie des climats de la France métropolitaine dans laquelle la commune est exposée à un climat océanique altéré et est dans la région climatique Nord-est du bassin Parisien, caractérisée par un ensoleillement médiocre, une pluviométrie moyenne régulièrement répartie au cours de l’année et un hiver froid (3 °C).
Pour la période 1971-2000, la température annuelle moyenne est de 9,6 °C, avec une amplitude thermique annuelle de 15,6 °C. Le cumul annuel moyen de précipitations est de 953 mm, avec 13,4 jours de précipitations en janvier et 9,7 jours en juillet. Pour la période 1991-2020, la température moyenne annuelle observée sur la station météorologique de Météo-France la plus proche, « Launois-sur-Vence_sapc », sur la commune de Launois-sur-Vence à 2 km à vol d'oiseau, est de 10,5 °C et le cumul annuel moyen de précipitations est de 889,5 mm. 
La température maximale relevée sur cette station est de 39,4 °C, atteinte le 25 juillet 2019 ; la température minimale est de −12,8 °C, atteinte le 7 février 2012,,.
Les paramètres climatiques de la commune ont été estimés pour le milieu du siècle (2041-2070) selon différents scénarios d'émission de gaz à effet de serre à partir des nouvelles projections climatiques de référence DRIAS-2020. Ils sont consultables sur un site dédié publié par Météo-France en novembre 2022.

## Urbanisme

### Typologie
Au 1er janvier 2024, Jandun est catégorisée commune rurale à habitat dispersé, selon la nouvelle grille communale de densité à 7 niveaux définie par l'Insee en 2022.
Elle est située hors unité urbaine. Par ailleurs la commune fait partie de l'aire d'attraction de Charleville-Mézières, dont elle est une commune de la couronne,. Cette aire, qui regroupe 132 communes, est catégorisée dans les aires de 50 000 à moins de 200 000 habitants,.

### Occupation des sols
L'occupation des sols de la commune, telle qu'elle ressort de la base de données européenne d’occupation biophysique des sols Corine Land Cover (CLC), est marquée par l'importance des territoires agricoles (71,9 % en 2018), une proportion sensiblement équivalente à celle de 1990 (72,1 %). La répartition détaillée en 2018 est la suivante : 
prairies (46,2 %), terres arables (25,7 %), forêts (24,9 %), zones urbanisées (3,1 %). L'évolution de l’occupation des sols de la commune et de ses infrastructures peut être observée sur les différentes représentations cartographiques du territoire : la carte de Cassini (XVIIIe siècle), la carte d'état-major (1820-1866) et les cartes ou photos aériennes de l'IGN pour la période actuelle (1950 à aujourd'hui).

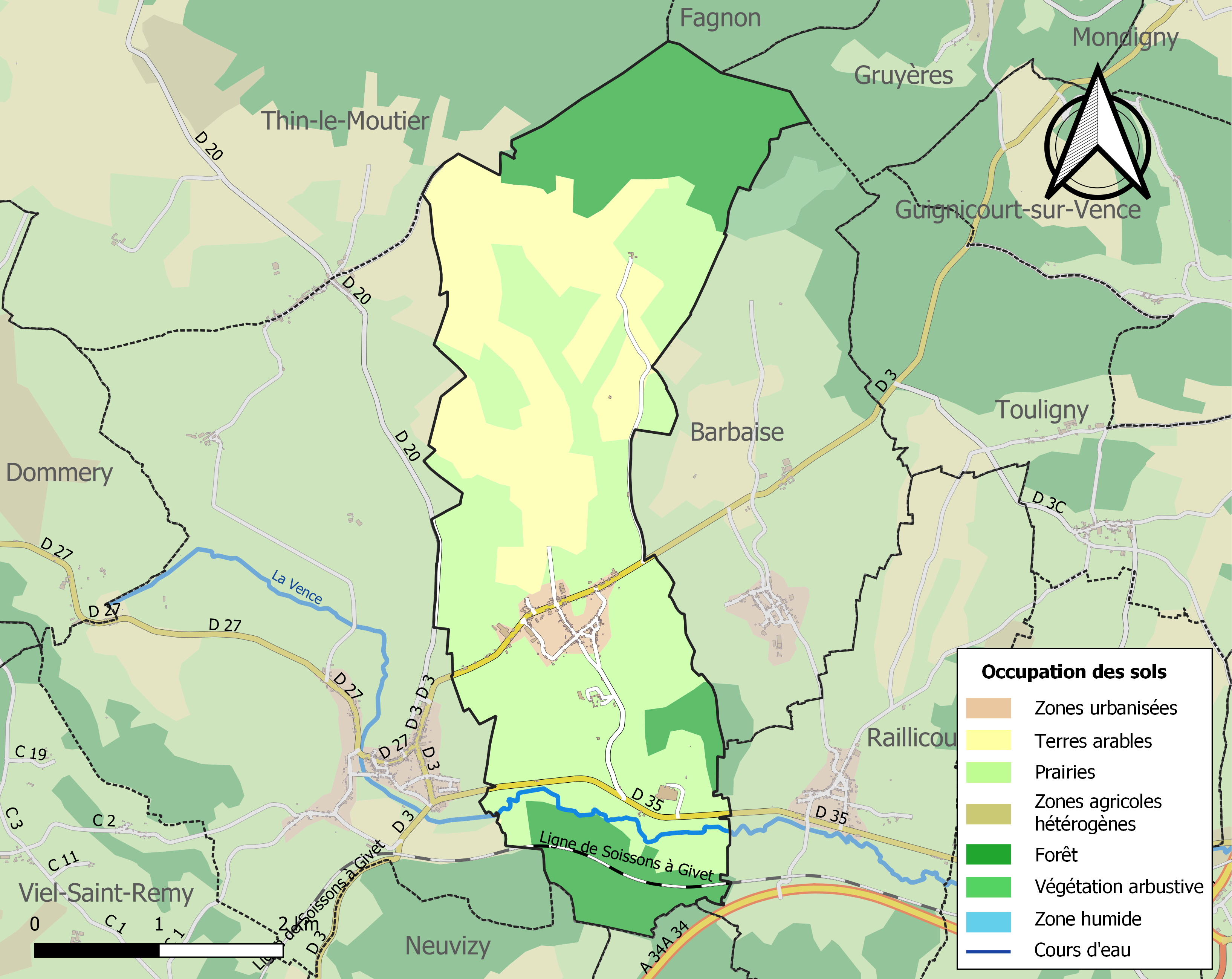
Carte des infrastructures et de l'occupation des sols de la commune en 2018 (CLC).

## Histoire
En 1260, Gaucher de Rethel approuve la vente du quart des terrages de Jandun faite par son frère Gui de Launoy, chevalier, à l'église Saint-Pierre de Mézières.
1280 : Jean de Jandun naît à Jandun. Il fut professeur à l'université de Paris. Philosophe, il fut avant tout un commentateur d'Aristote (philosophe grec). Il mourut en 1328.
1322 : Jean, Seigneur de Launois, possède une maison forte à Jandun située à l'emplacement du château.
1546 : Jehan de Launois se titre Seigneur de Jandun, Vence et Crèvecoeur. Il rend aveu au Comte de Rethel , pour sa maison forte de Jandun, les fossés d'alentour, la basse-cour, le moulin de Pignolet et une foulerie de draps (au-dessus dudit moulin).
1546-1550 : Jehan de Launois fait construire ou agrandir le château.
1555 : Gilles Duhan est bailli de Sedan.
1572 : mort de Jehan de Launois, seigneur de Jandun. Lui succèdent ses fils, Jehan et Nicolas, la dynastie finira par s'éteindre.
1578 : Mariage de Jean I Duhan fils de Gilles, Notaire à Francheval avec Suzanne Legros.
1620 : décès de Jean Duhan, professeur de théologie à l'académie de Sedan, père de Jean III Duhan qui sera seigneur de Jandun.
1642 : le seigneur de Mondigny, Jandun, Crèvecoeur, Vence, Voncq se nomme Philippe de Robert.
1651 : lettres de Noblesse accordées par le roi à Jean III Duhan, secrétaire conseiller du prince de Turenne, avocat au parlement de Paris, conseiller du Roi.
1655 : Jean Duhan épouse Marthe Croiez;
1665 : Jandun sort de la seigneurie de Launois.
Une nouvelle dynastie s'implante à Jandun. Jean Duhan acquiert les seigneuries de Jandun et Vence, pour 51 500 livres, somme payée au receveur du duc de Mazarin à Rethel. Jandun devient seigneurie. La famille était protestante récemment anoblie. Certains résistèrent aux pressions exercées contre les calvinistes, résolus à perdre leurs biens pour sauvegarder leur indépendance d'esprit.
Compte tenu des obligations de sa charge à Paris, Jean Duhan donna à bail à Poncelet Bourquelot, laboureur et à Marie Salmon, sa femme, les terres lui appartenant à Vence et Crèvecoeur, pour 3 années à raison de 75 livres par an.
La galerie à arcades où figure une pierre gravée aux armes des Duhan est construite au château.
1685 : l'Edit de Nantes est révoqué. Deux des fils de Jean Duhan, Daniel et Jacques-Gilles abjurent ce qui leur permet de conserver leurs biens. Ils quittent Jandun pour s'installer chez leur épouse.
Daniel Duhan se convertit au catholicisme. Il s'établit au château de Mazerny, venu de sa femme Marguerite d'Auger ; il loua la gentilhommière de Jandun à de petits bourgeois.
Jacques abjura, resta Seigneur de Jandun et par sa femme, Seigneur de Savigny, Broyes, Leffincourt, Voncq, se fixa à Dommery.
Philippe, fils ainé de Jean, refuse d'abjurer ; il est embastillé.
Son fils Charles-Egide nait.
1687 : Philippe Duhan parvint à s'évader de la Bastille et s'exila en Prusse où il fut ensuite incorporé volontaire dans l'armée prussienne.
Son épouse le rejoignit à Berlin avec leurs enfants.
Charles-Egide fit de brillantes études.
1691 : Guy Aldonce d'Anger, lieutenant général des armées du Roi, Gouverneur de Mézières, beau-père de Daniel Duhan est tué à Leuze.
1693 : le moulin de Jandun est loué 450 livres par an.
1700 : la terre et Seigneurie de Jandun, dont les Duhan portent le titre de Seigneurs, sont loués 1 000 livres à Charles Piot dont les armoiries portent une gerbe de blé ; il est receveur des Seigneuries de Jandun et Barbaise et s'installe à Jandun.
1709 : Daniel Duhan meurt à la bataille de Malplaquet, avec les milices paysannes.
1715 : le roi de Prusse, Frédéric Guillaume, remarque Charles-Egide Duhan au siège de Sholsund et le nomme précepteur du Konprinz ; Duhan, qui aimait les lettres avec passion, parvint à adjoindre une formation classique traditionnelle qui débordait le cadre tracé par le Roi. Duhan désobéit en enseignant le latin au Konprinz et en créant une bibliothèque de 3 375 livres dans la clandestinité.
1746 : Duhan, devenu Secrétaire d'État aux affaires étrangères, tomba gravement malade et mourut. Frédéric Il de Prusse courut se recueillir sur sa dépouille.On a conservé 25 lettres adressées à Duhan par Frédéric II ; elles révèlent la profonde amitié qui liait les deux hommes.
1758 : le frère de Charles-Egide, Louis Philippe, né en 1686, fut ordonné prêtre en 1716. En 1719, il desservait la paroisse de Bétheniville, dans la Marne; il décéda à Dommery en 1758.
1763 : messieurs Duhan et de Crèvecoeur donnent à bail le château de Jandun à Jacques Piot pour 600 livres.
1768 : Jean Louis Duhan, Chevalier de Saint Louis, Seigneur de Jandun, y demeurant, rend aveu pour la Seigneurie.
1770 : Bernard Duhan, fils de Guy Aldonce, Seigneur de Mazerny, Doumely et Givron, et de Claire de Failly, est capitaine au service du Roi de Prusse.
1776 : Guy Aldonce est tué en duel en laissant 11 enfants dont Pierre Louis, Seigneur de Mazerny et Alexandre, Seigneur de Doumely.
1786 : naissance à Autry de Louis Barbin, Comte de Broyes, fils de Marie Louise Elisabeth Duhan.
1788-89 : Pierre Louis Duhan est délégué de la noblesse.
1790 En 1790, lors de la création des départements, Jandun fut chef-lieu de canton; il regroupait Poix, Guignicourt, Barbaise, Launois, Raillicourt, Touligny, Yvernaumont, Montigny, Mondigny, Gruyères, Hocmont. Jandun semble perdre ce titre de chef-lieu en 1806.
Claude Camille Alexandre est alors prêtre et maire de la commune; il prête serment de fidélité à la révolution « en note âme et conscience », c'est-à-dire en bon citoyen et en fidèle dépositaire de la foi catholique, apostolique et romaine... en présence de tous les fidèles de la paroisse.
1791 : naissance d'Auguste Duhan à Mazerny.
1792 Claire de Failly, veuve de Guyaldon Duhan, obtient la levée du séquestre du domaine de Jandun dès lors qu'un de ses fils, Bernard, n'avait jamais résidé en France.
1817 Le dernier des Duhan, Auguste, est tué en duel par son cousin, Louis Barbin de Broyes.
Un soir de 1817, Auguste Duhan s'amuse à un bal de la préfecture de Mézières; il a 25 ans. Une demoiselle de la petite aristocratie oppose Duhan de Crèvecoeur à son cousin Louis Barbin de Broyes.
Ils se provoquent en duel et le lendemain, sous les ombrages de la promenade du petit Bois à Charleville, le fleuret du Comte de Broyes atteint mortellement le demier Duhan.
Louis Barbin de Broyes héritait de tous les biens des Duhan et s'installa au château de Jandun. Il devint la plus grosse fortune du département après Nicolas Gendarme, maître de forge. Officier supérieur des gardes du corps du futur Charles X, il passa sa vie à « manger son bien》.
1823 : on signale des vestiges du château de Crèvecoeur, fossés comblés en partie.
1826 : le cadastre napoléonien est terminé sous la présidence de Monsieur Vicomte de Broyes, Maire du village.
1873 : mort de Barbin de Broyes : sa fille, la marquise de Guercheville, lègue le domaine à son petit fils, le Comte Adrien du Luart.

## Politique et administration
| Période                                  | Période   | Identité          | Étiquette | Qualité |
| ---------------------------------------- | --------- | ----------------- | --------- | ------- |
| 1925                                     |           | Enerst Bourquelot |           |         |
| 1929                                     |           | Paquis            |           |         |
| 1935                                     |           | Paquis            |           |         |
| 4 mars 1945                              |           | Emile Deloche     |           |         |
| 2 novembre 1947                          |           | Marcel Dapremont  |           |         |
| 9 mai 1953                               |           | Marcel Dapremont  |           |         |
| 20 mars 1959                             |           | Marcel Dapremont  |           |         |
| 19 mars 1965                             |           | Marcel Dapremont  |           |         |
| 24 mars 1971                             |           | Marcel Dapremont  |           |         |
| 25 mars 1977                             |           | Marcel Dapremont  |           |         |
| 19 mars 1983                             |           | Marcel Dapremont  |           |         |
| 24 mars 1989                             |           | Pol Lhermine      |           |         |
| 23 mars 1995                             |           | Pol Lhermine      |           |         |
| mars 2001                                | mars 2008 | Pol Lhermine      |           |         |
| mars 2008                                | mars 2014 | Christian Dichamp |           |         |
| mars 2014                                |           | François Garcia   |           | Cadre   |
| mars 2020                                | En cours  | François Garcia   |           | Cadre   |
| Les données manquantes sont à compléter. |           |                   |           |         |

## Démographie
L'évolution du nombre d'habitants est connue à travers les recensements de la population effectués dans la commune depuis 1793. Pour les communes de moins de 10 000 habitants, une enquête de recensement portant sur toute la population est réalisée tous les cinq ans, les populations de référence des années intermédiaires étant quant à elles estimées par interpolation ou extrapolation. Pour la commune, le premier recensement exhaustif entrant dans le cadre du nouveau dispositif a été réalisé en 2004.

En 2022, la commune comptait 304 habitants, en évolution de +8,96 % par rapport à 2016 (Ardennes : −2,97 %, France hors Mayotte : +2,11 %).
| 1793 | 1800 | 1806 | 1821 | 1831 | 1836 | 1841 | 1846 | 1851 |
| ---- | ---- | ---- | ---- | ---- | ---- | ---- | ---- | ---- |
| 600  | 620  | 655  | 723  | 820  | 878  | 774  | 741  | 752  |

| 1866 | 1872 | 1876 | 1881 | 1886 | 1891 | 1896 | 1901 | 1906 |
| ---- | ---- | ---- | ---- | ---- | ---- | ---- | ---- | ---- |
| 565  | 519  | 542  | 469  | 418  | 436  | 378  | 347  | 322  |

| 1911 | 1921 | 1926 | 1931 | 1936 | 1946 | 1954 | 1962 | 1968 |
| ---- | ---- | ---- | ---- | ---- | ---- | ---- | ---- | ---- |
| 300  | 249  | 257  | 248  | 225  | 235  | 223  | 219  | 230  |

| 1975 | 1982 | 1990 | 1999 | 2004 | 2006 | 2009 | 2014 | 2019 |
| ---- | ---- | ---- | ---- | ---- | ---- | ---- | ---- | ---- |
| 206  | 230  | 242  | 235  | 238  | 255  | 287  | 280  | 297  |

| 2022 | - | - | - | - | - | - | - | - |
| ---- | - | - | - | - | - | - | - | - |
| 304  | - | - | - | - | - | - | - | - |

## Enseignement
L'école publique compte une classe unique de cycle 3 (CM1 et CM2) d'une vingtaine d'élèves.
1819 : l'Archevêque de Reims Jean-Baptiste-Marie-Anne-Antoine de Latil nomme Jean Nicolas Tomas, né à Vaux Montreuil le 25 septembre 1797, pour exercer tant les fonctions de clerc de choeur et des sacrements que d'instituteur dans la paroisse de Jandun, canton de Signy-l'Abbaye, sous l'autorité de M. le curé de ladite paroisse.
Il semble que l'école avait lieu dans l'ancien presbytère, rue de Milaville. L'instituteur d'alors se rend à l'église de bonne heure pour préparer l'office, il sonne l'Angélus, il enseigne le plain-chant, il commence les leçons par la prière, il fait le catéchisme aux enfants 2 fois par semaine.
1840 : projet de construction d'une mairie école, remise à pompe à incendie, logement de l'instituteur à l'emplacement de l'actuel monument aux morts.
1843 : acquisition d'un terrain de 8 ares auprès des époux Doche pour servir à la construction d'une maison d'école.
1844 : le conseil municipal décide de construire une maison d'école contenant, outre la classe, le logement de l'instituteur, une salle de mairie et une remise à pompe à incendie pour la somme de 13 400 francs considérant que la maison servant actuellement d'école n'appartient pas à la commune de Jandun, qu'elle n'est d'ailleurs pas assez spacieuse ni assez éclairée pour une telle destination.
1867 : loi Duruy selon laquelle les écoles mixtes sont interdites, elle demandait la séparation entre les garçons et les filles.
Un devis des ouvrages à faire pour l'amélioration d'une pièce de l'ancien presbytère en salle d'école des filles est établi pour la somme de 2 200 francs.
1882 : loi Jules Ferry
L'instruction devient obligatoire, gratuite et laïque, c'est-à-dire non confessionnelle dans les écoles de l'État. Les parents doivent donner l'instruction primaire à leurs enfants de 6 à 13 ans.
1884 : un cours d'adultes (hommes) est ouvert pendant l'hiver.
L'entreprise Célestin Hiernaux de Sault-les-Rethel s'engage à faire la construction de la maison d'Ecole des filles moyennant un rabais de 3 francs et 60 centimes par cent francs.
1885 : construction de l'Ecole de filles pour la somme de 13 361 frs 51 réglée à M.Caniard.
L'intérieur de la classe
La classe a pour mobilier des tables inclinées, trouées pour recevoir l'encrier de plomb, auxquelles s'accrochaient des bancs. Au mur un grand tableau noir et des cartes de géographie, de sciences sont accrochés. Un globe terrestre et une série de mesures et de poids sont posés sur une étagère.
Au milieu de la salle, trône le poêle qui est allumé chaque matin une demi-heure avant le début de la classe.
Entre le tableau et les tables, le maître juché sur une estrade domine les élèves. Le soir, les grands élèves restent pour balayer le plancher. Les élèves sont vêtus de tabliers pour protéger leurs vêtements des taches d'encre.
L'extérieur de la classe
Le bâtiment est construit en pierre de Guignicourt sur Vence. La charpente fut fabriquée à partir de chênes de la forêt de Jandun.
Nom des instituteurs ou institutrices de 1900 aux années 2000
Mme SAUCOURT
Mlle DULIEU
M. THILLOIS
M.WATELET
M.CHRETIEN
Mme LELAURIN
M.KAPYRKA
M. LONGAVESNE
M.BOGE
Mme SCHMUTZ
Mme NOE
M.HINS
M.PIERRET 

## Culture locale et patrimoine

### Lieux et monuments
- L'église Notre-Dame de Jandun, des XIIe et XIIIe siècles, possède des fresques du XIXe, un autel baroque, quelques chapiteaux sculptés. Des vitraux et des statues ornent l'intérieur.
- La cuve baptismale en pierre bleue, cuve romane, date du XIIe. Une piéta en pierre date du XVe.
- Sur le terre-plein de l'église se trouve une croix sculptée, classée monument historique en 1963[26].

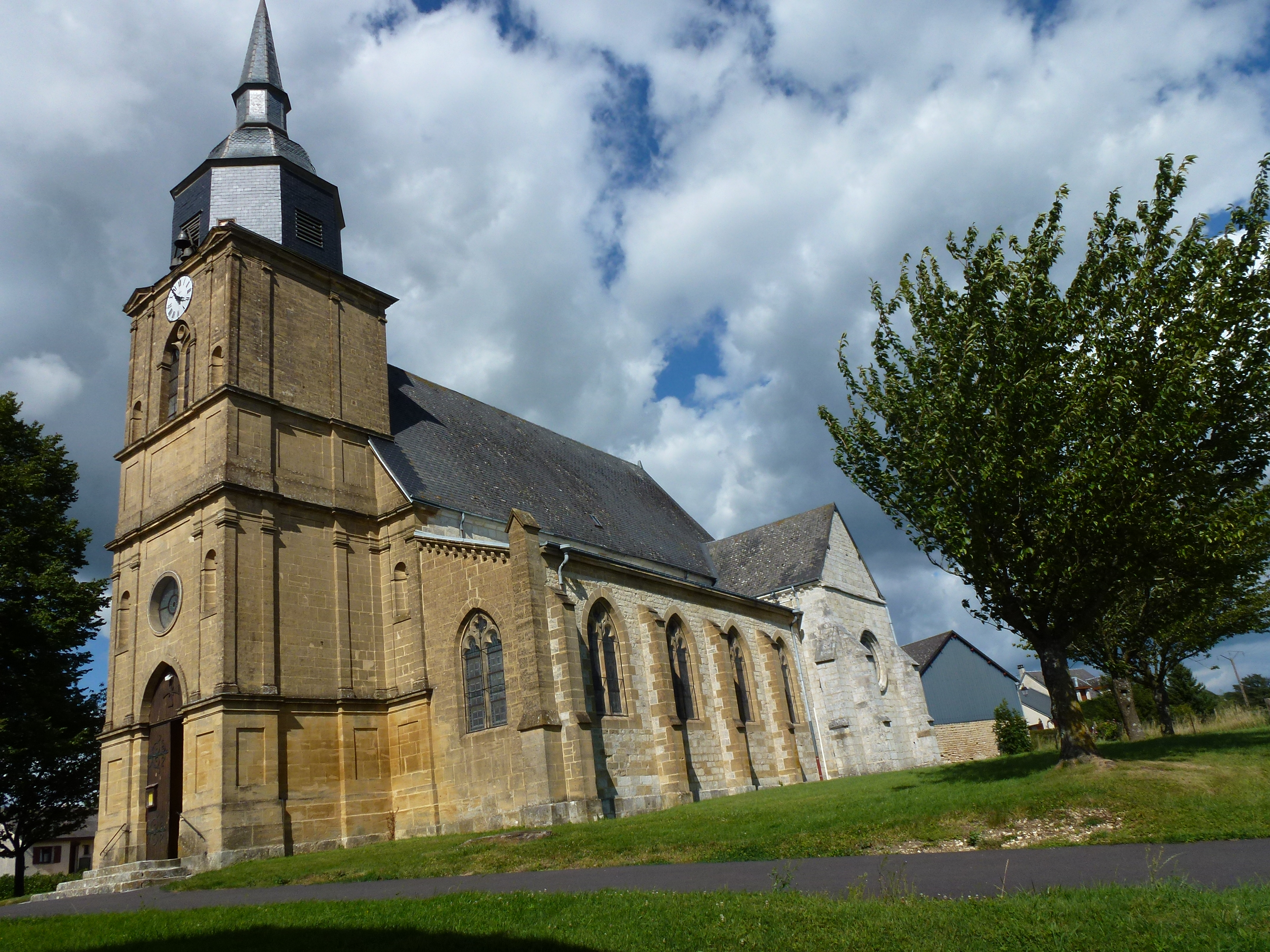
L'église Notre-Dame.
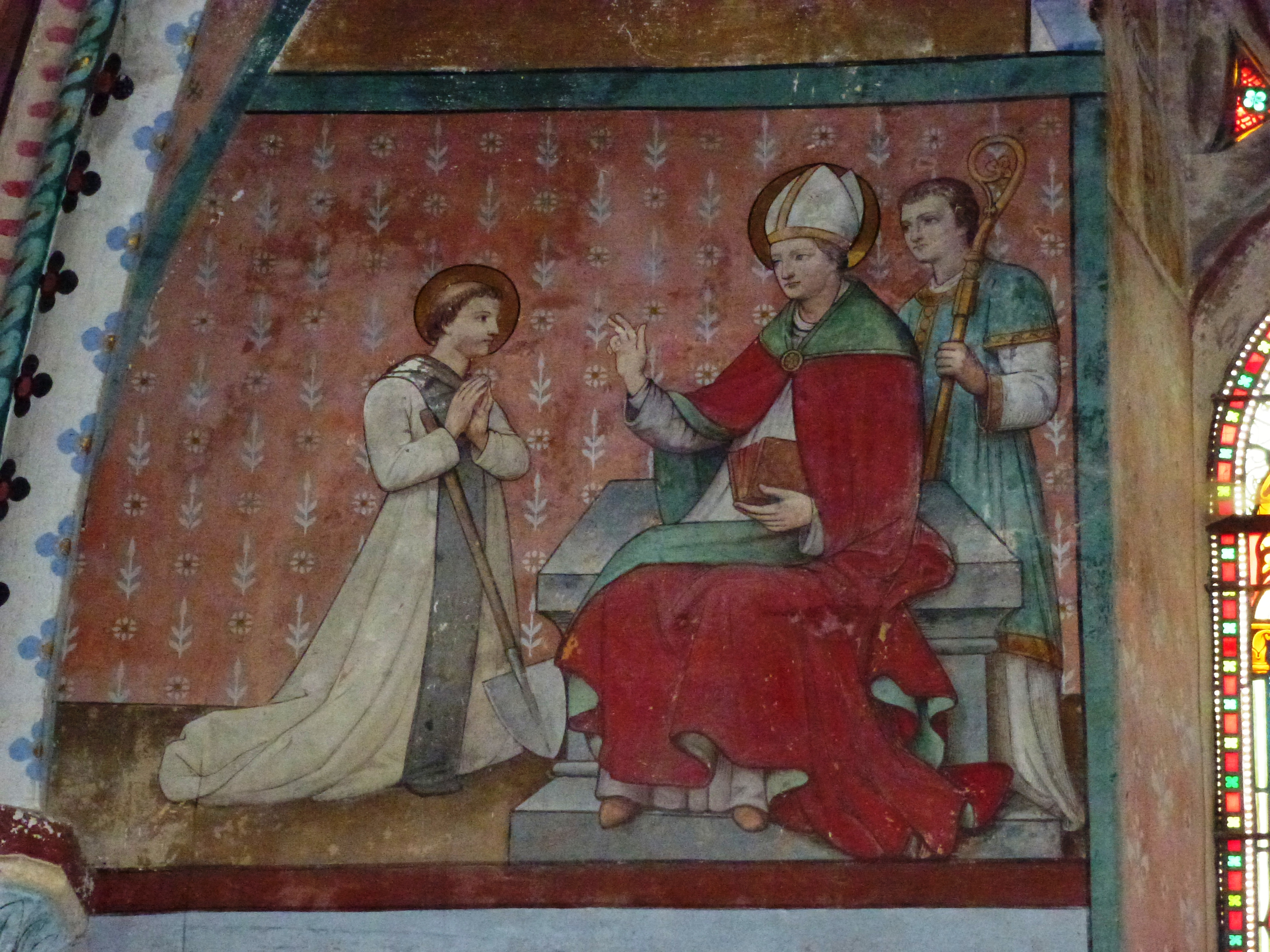
Fresque de saint Fiacre.
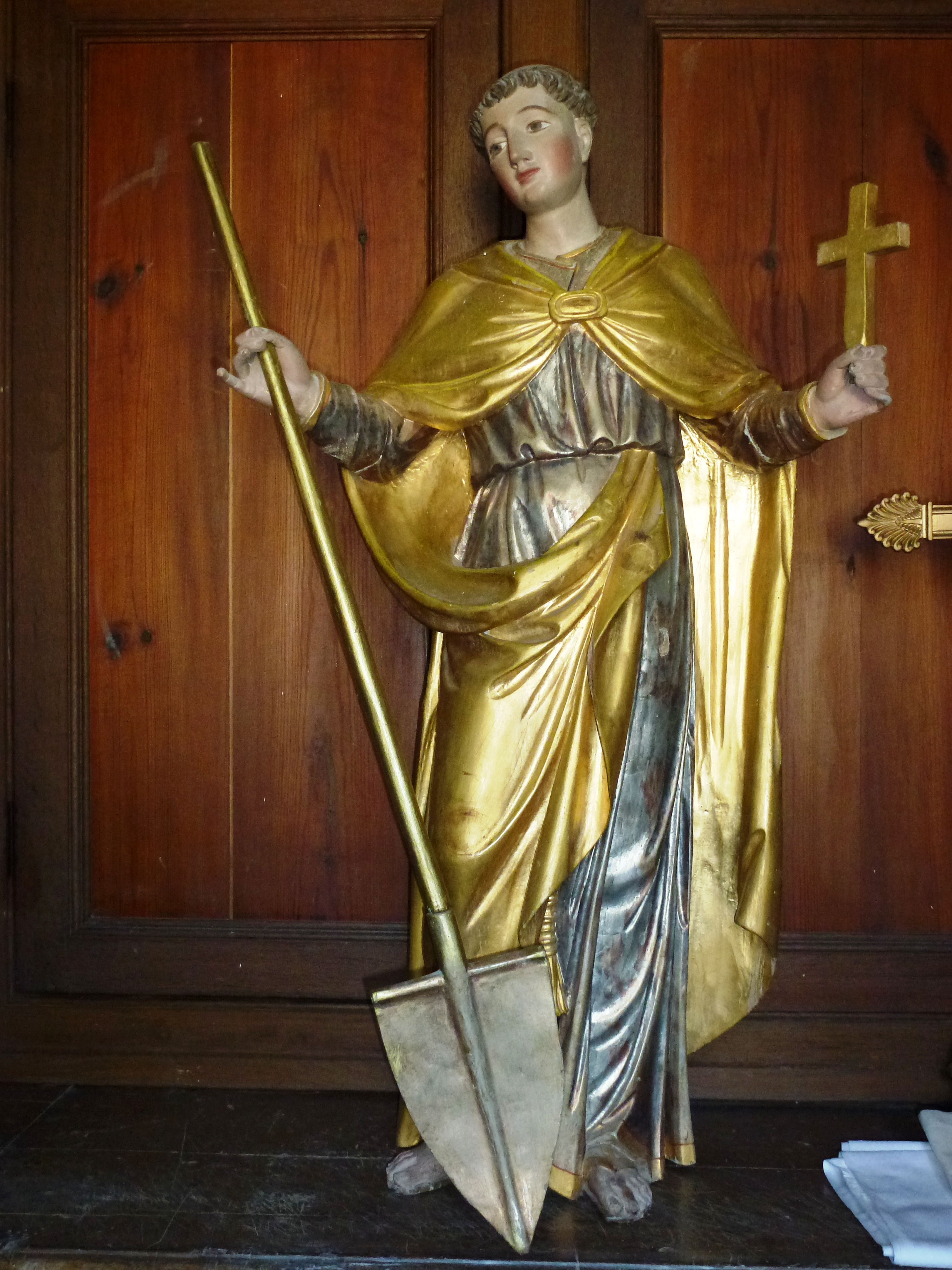
Statues de saint Fiacre.
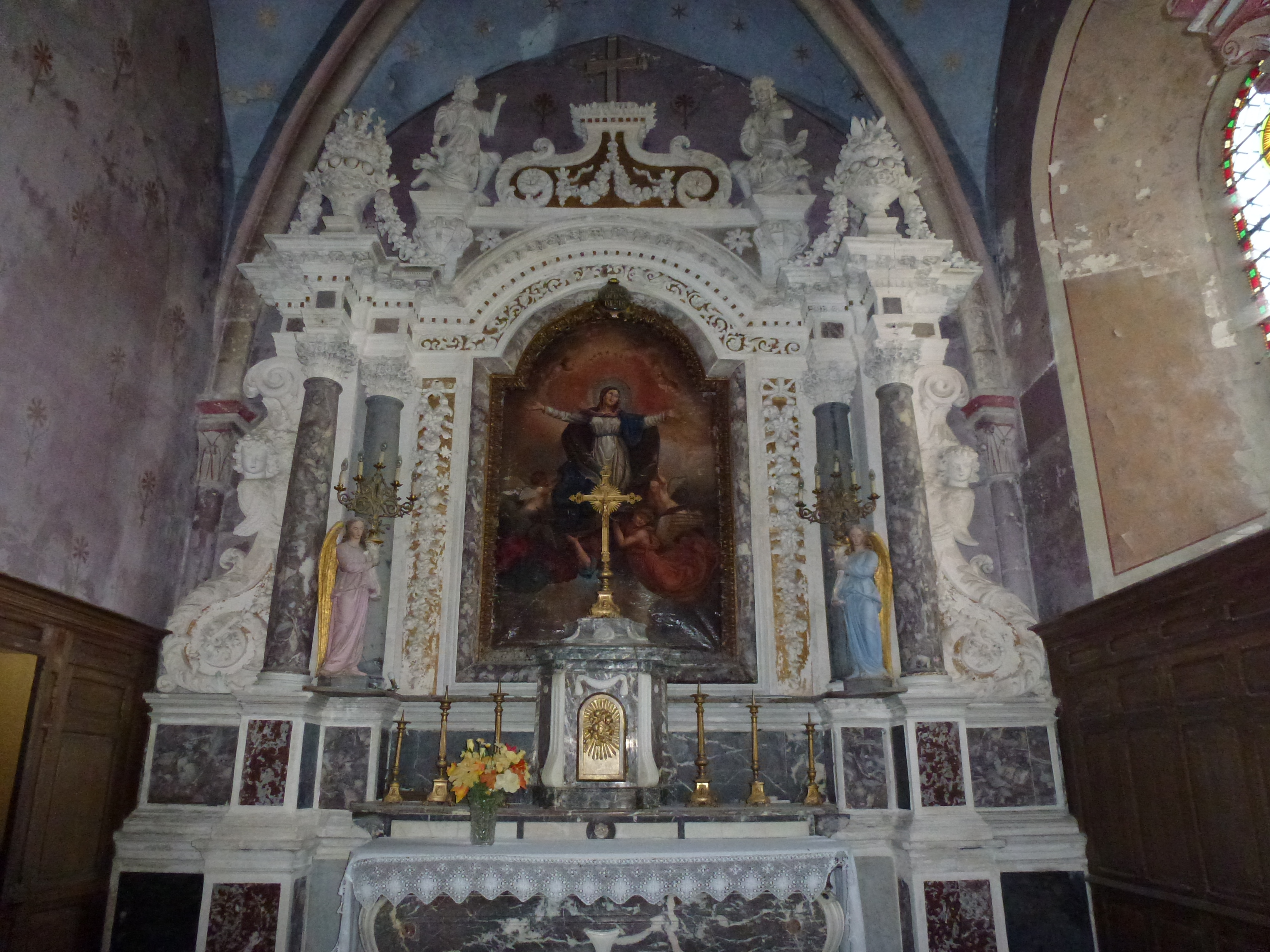
L'autel baroque.
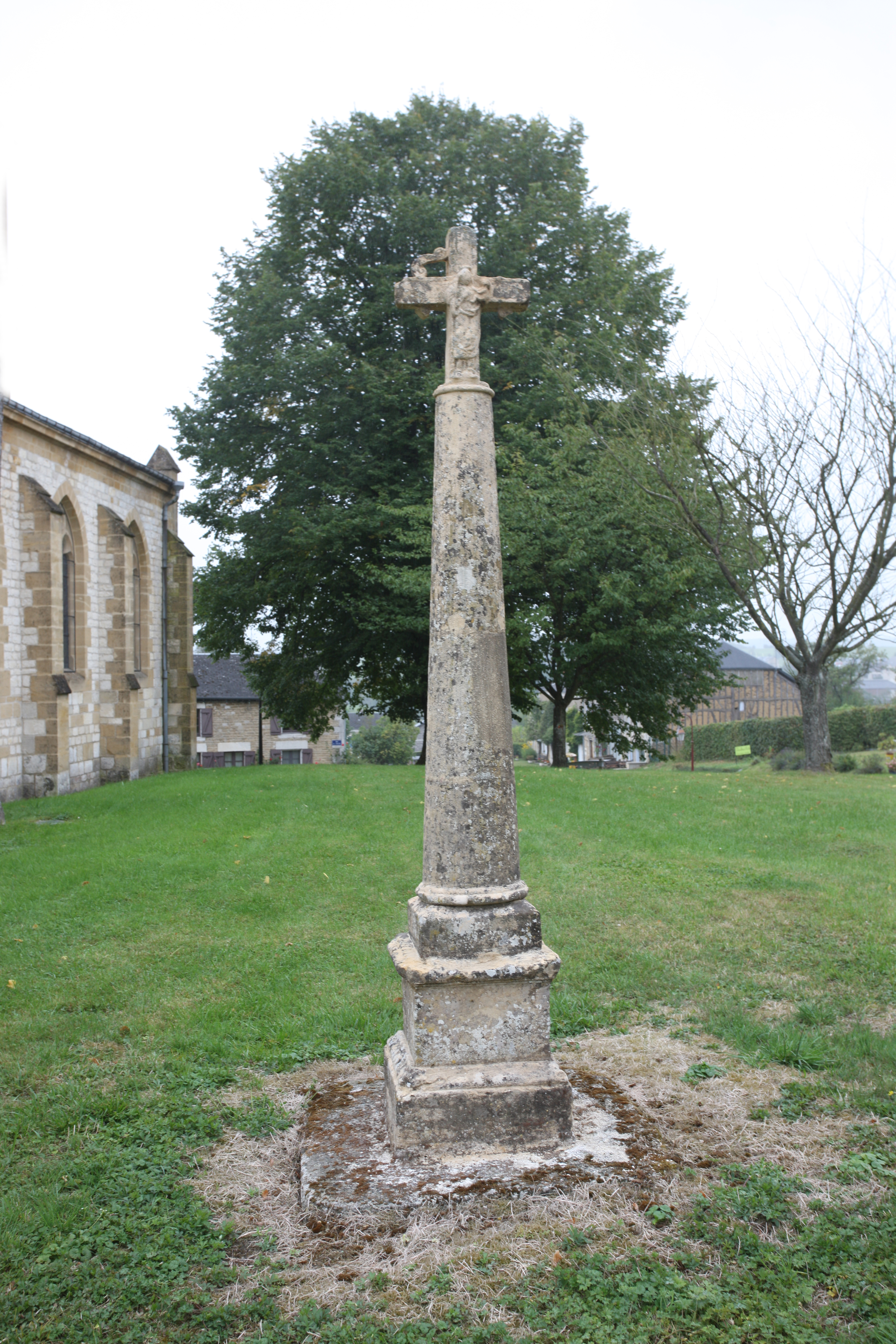
Croix sculptée.

### Personnalités liées à la commune
- Jean de Jandun.
- Jacques Égide du Han, nommé aussi Jacques Égide Duhan de Jandun.
- Émile Bourquelot, né à Jandun le 21 juin 1851, pharmacologue et mycologue.

### Héraldique
| Blason de Jandun | Blason  | D'azur à un vase (ou amphore) d'or d'où jaillissent cinq jets d'eau d'argent ; au chef d'or chargé de deux quintefeuilles de gueules. |
| Blason de Jandun | Détails | Le statut officiel du blason reste à déterminer.                                                                                      |